# Unterscharführer
Unterscharführer – najmłodszy podoficerski stopień w SS, który odpowiadał stopniowi Unteroffizier w Wehrmachcie.  Oznaką stopnia Unterscharführera była jedna kwadratowa "gwiazdka" noszona na lewej patce kołnierza. W SA odpowiadała mu ranga SA-Scharführer.

Oznaczenia stopni SS-Unterscharführera
Naramiennik
Patki kołnierzowe SS-Unterscharführera
Naramiennik kamuflażu